# Новостройка (Московская область)
Новостройка — посёлок в Богородском городском округе Московской области России.

## Население
| 2002 | 2006  | 2010  |
| ---- | ----- | ----- |
| 2338 | ↘2268 | ↘2066 |

## География
Посёлок Новостройка расположен на востоке Московской области, в восточной части Ногинского района, у границы с Павлово-Посадским районом, на Горьковском шоссе М7, примерно в 50 км к востоку от Московской кольцевой автодороги и 12 км к востоку от центра города Ногинска.
В 11 км к югу от посёлка проходит Носовихинское шоссе, в 12 км к западу — Московское малое кольцо А107, в 13 км к северо-востоку — Московское большое кольцо А108. Ближайшие населённые пункты — деревни Большое Буньково, [[Грибанино]ИОпи
], Кузнецы и Тарасово.